# Port-Vendres
Port-Vendres es una localidad  y comuna francesa, situada en el departamento de los Pirineos Orientales en la región de Languedoc-Rosellón.

## Ubicación
Port-Vendres (del latín Portus Veneris, puerto de Venus) es una villa turística situada en la Costa Bermeja, en la costa mediterránea. En francés y oficialmente el topónimo es «Port-Vendres». La localidad, que en catalán recibe el nombre de «Portvendres», se encuentra situada en la región histórica del Rosellón. 

## Demografía
| 4 504 | 5 705 | 5 613 | 5 246 | 5 370 | 5 881 |
| Para los censos de 1962 a 1999 la población legal corresponde a la población sin duplicidades (Fuente: INSEE [Consultar]) |       |       |       |       |       |